# Championnat d'Irlande féminin de football 2017
Navigation
Édition précédente Édition suivante
La saison 2017 du Championnat d'Irlande féminin de football Irish Women's League est la septième saison du championnat. Le Shelbourne Ladies Football Club vainqueur de la saison précédente remet son titre en jeu.
Le championnat se transforme en profondeur en adoptant un calendrier estival comme son équivalent masculin. La compétition commence le 19 mars 2017 pour se terminer le 29 octobre 2017.
Wexford Youths Women's Football Club remporte le titre en devançant lors de la dernière journée Peamount United. Shelbourne, tenant du titre complète le podium. Wexford remporte ainsi son troisième titre de champion en quatre saisons.
La meilleure buteuse du championnat est l'avant-centre de Peamount Amber Barrett avec un total de 16 buts. Elle remporte aussi le titre de meilleure joueuse du championnat.

## Participants
Ce tableau présente les sept équipes qualifiées pour disputer le championnat 2017. On y trouve le nom des clubs, le nom des entraîneurs et leur nationalité, la date de création du club, l'année de la dernière montée au sein de l'élite, le nom des stades ainsi que la capacité de ces derniers.
| Nom du club                                   | Entraîneur      | Date de création | Dernière montée | Stade               | Capacité |
| --------------------------------------------- | --------------- | ---------------- | --------------- | ------------------- | -------- |
| Cork City Women's Football Club               | Charlie Lynch   | 2011             | 2011            | Bishopstown Stadium | 2 000    |
| Galway Women Football Club                    | Don O'Riordan   | 2013             | 2013            | Eamon Deacy Park    | 5 000    |
| Kilkenny United Women's Football Club         | Noel Kealy      | 2015             | 2015            | Buckley Park        | 3 000    |
| Peamount United Football Club                 | Pat Trehy       | 1983             | 2011            | Greenogue           | 1 000    |
| Shelbourne Ladies Football Club               | Casey McQuillan | 1994             | 2011            | Morton Stadium      | 4 000    |
| University College Dublin Waves Football Club | Eileen Gleeson  | 2012             | 2012            | Jackson Park        | -        |
| Wexford Youths Women's Football Club          | Laura Heffernan | 2007             | 2011            | Ferrycarrig Park    | 2 500    |

| \| Dublin: · Shelbourne · Peamount United Cork City WFC Wexford Youths WFC UCD Waves FC Galway WFC Kilkenny United WFC \| Localisation des clubs engagés dans le championnat. |
| Dublin: · Shelbourne · Peamount United Cork City WFC Wexford Youths WFC UCD Waves FC Galway WFC Kilkenny United WFC                                                           |

## Compétition
La compétition se déroule entre le 18 mars 2017 et le 28 octobre 2017
Le 9 juillet 2017, le Kilkenny United WFC bat 1 à 0 le Galway WFC. Cette victoire est la toute première victoire du club en championnat. Elle intervient après plus de deux ans de compétition soit 32 défaites et un match nul.
La dernière journée du championnat propose l'équivalent d'une finale puisque le premier, Peamount, va jouer chez le second, Wexford, le vainqueur étant sacré champion d'Irlande. C'est Wexford qui remporte cette sorte de finale sur le score de deux buts à zéro et donc le championnat.

### Classement
| Rang | Équipe                            | Pts | J  | G  | N | P  | Bp | Bc | Diff |
| ---- | --------------------------------- | --- | -- | -- | - | -- | -- | -- | ---- |
| 1    | Wexford Youths Women's            | 40  | 18 | 12 | 4 | 2  | 35 | 17 | +18  |
| 2    | Peamount United                   | 38  | 18 | 12 | 2 | 4  | 47 | 23 | +24  |
| 3    | Shelbourne Ladies Football Club T | 31  | 18 | 8  | 7 | 3  | 57 | 22 | +35  |
| 4    | UCD Waves FC                      | 27  | 18 | 8  | 3 | 7  | 37 | 23 | +14  |
| 5    | Cork WFC C                        | 22  | 18 | 7  | 1 | 10 | 32 | 33 | -1   |
| 6    | Galway WFC                        | 18  | 18 | 5  | 3 | 10 | 25 | 35 | -10  |
| 7    | Kilkenny United WFC               | 3   | 18 | 1  | 0 | 17 | 8  | 88 | -80  |

| Légende : Qualifications et relégations | Légende : Qualifications et relégations                                                                            |
| --------------------------------------- | --- |
|                                         | Ligue des champions féminine de l'UEFA 2018-2019                                                                   |
|                                         | T : Tenant du titre P : Promu C : Vainqueur de la Coupe d'Irlande 2017 CL : Vainqueur de la Coupe de la Ligue 2017 |

### Résultats
| Résultats (▼dom., ►ext.)                                   | COR | GAL | KIL | PEA | SHE  | UCD | WEX |
| Cork City WFC                                              |     | 5-3 | 2-0 | 1-2 | 2-4  | 0-5 | 4-1 |
| Galway WFC                                                 | 0-2 |     | 3-2 | 5-1 | 1-1  | 0-1 | 0-2 |
| Kilkenny United WFC                                        | 0-3 | 1-0 |     | 1-4 | 0-11 | 0-6 | 0-4 |
| Peamount United                                            | 2-0 | 2-1 | 9-0 |     | 3-0  | 1-2 | 2-2 |
| Shelbourne LFC                                             | 1-1 | 5-1 | 8-0 | 0-1 |      | 1-1 | 3-2 |
| UCD Waves FC                                               | 1-0 | 0-1 | 5-0 | 2-2 | 1-1  |     | 3-4 |
| Wexford Youths                                             | 2-1 | 2-0 | 2-0 | 1-0 | 2-2  | 2-1 |     |
| - Victoire à domicile - Match nul - Victoire à l'extérieur |     |     |     |     |      |     |     |

| Résultats (▼dom., ►ext.)                                   | COR | GAL | KIL | PEA | SHE | UCD | WEX |
| Cork City WFC                                              |     |     | 4-0 | 2-5 |     |     | 0-1 |
| Galway WFC                                                 | 1-4 |     | 5-1 |     |     | 1-0 |     |
| Kilkenny United WFC                                        |     |     |     | 0-4 | 1-9 |     | 1-4 |
| Peamount United                                            |     | 4-1 |     |     | 3-2 | 2-1 |     |
| Shelbourne LFC                                             | 2-1 | 2-2 |     |     |     | 5-0 |     |
| UCD Waves FC                                               | 3-0 |     | 5-1 |     |     |     | 0-2 |
| Wexford Youths                                             |     | 0-0 |     | 2-0 | 0-0 |     |     |
| - Victoire à domicile - Match nul - Victoire à l'extérieur |     |     |     |     |     |     |     |

## Bilan de la saison
| Championnat d'Irlande féminin de football 2017        |                                                 |
| Champion                                              | Wexford Youths Women's Football Club (3e titre) |
| Coupes et trophées                                    |                                                 |
| Vainqueur de la Coupe d'Irlande 2017                  | Cork Women's Football Club                      |
| Qualifications continentales                          |                                                 |
| Ligue des champions féminine de l'UEFA 2018-2019      | Wexford Youths Women's Football Club            |
| Promotions et relégations                             |                                                 |
| Promus en Championnat d'Irlande féminin de football   | Aucun                                           |
| Relégués en Championnat d'Irlande féminin de football | Aucun                                           |